# アンディ・パーマー
アンドリュー・チャールズ・パーマー（英:Andrew Charles Palmer、1963年6月30日- ）は、イングランド出身の実業家、自動車技術者。
「ローバー・グループ」「日産」「アストンマーティン」など、自動車メーカーの重職を歴任。大学客員教授や、工業系の各機関・協会メンバーとしても活動している。

## 経歴

### 青年期
1979年、16歳でスタッフォードシャー州にある自動車用照明器具を扱う会社「UK Automotive Products Limited（UKAP）」に見習い待遇で入社し、成人後の1983年から正社員として勤務を開始。大学にも通い、製品工学の修士号やエンジニアリング・マネジメントの博士号を取得する。
その後同社を離れ、母国の自動車メーカー「ローバー・グループ」に移籍し、1991年からチーフエンジニアに昇進。

### 日産自動車時代
1991年、日本の自動車メーカー「日産自動車」の欧州法人に入社。1999年に日産自動車がルノー傘下に入った後も残留し、2002年に日産自動車本社に部長級で異動。以後、日本には13年間居住した。2004年には日本人女性と結婚している。
日産ライトトラックに出向して社長として実績を上げ、2006年に執行役員、2009年に常務、2011年に副社長兼チーフ・プランニング・オフィサーに昇格。一時はカルロス・ゴーンに次ぐナンバー2と目されるようになった。

### アストンマーティン時代
2014年、日産自動車を退社すると帰国し、母国の自動車メーカー「アストンマーティン」の最高経営責任者（CEO）に就任。社内体制の変革を行い、赤字を続けていた会社の立て直しを行った。
2018年6月、F1チーム「アストンマーチン・レッドブル・レーシング」に来季からホンダ製エンジンが供給されることが決定されると、歓迎のコメントを述べるとともに「個人的には1980年代にホンダと協力して働いたことがある」ことを明かしている。
2020年5月、アストンマーティン社を退任。